# جون بول (لاعب هوكي الجليد)
جون بول (بالإنجليزية: John Pohl)‏ هو لاعب هوكي الجليد أمريكي، ولد في 29 يونيو 1979 في روشستر في الولايات المتحدة.

## وصلات خارجية
- جون بول على موقع دوري الهوكي الوطني (الإنجليزية)
- جون بول على موقع EliteProspects.com (الإنجليزية)
- جون بول على موقع HockeyDB.com (الإنجليزية)
- جون بول على موقع Hockey-Reference.com (الإنجليزية)